# Alte Pfarrkirche St. Martin (Moosach)

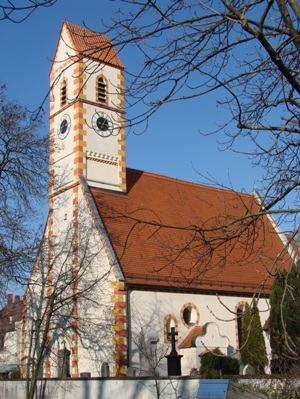
Alte Pfarrkirche St. Martin

Die Alte Pfarrkirche St. Martin war bis 1924 die katholische Pfarrkirche der bis 1913 selbständigen Gemeinde Moosach und danach des gleichnamigen Münchener Stadtteils. Heute liegt sie am Moosacher St.-Martins-Platz.

## Geschichte
Ein erster hölzerner Kirchenbau an dieser Stelle ist erstmals 815 als Eigenkirche des Grafen Cundhart urkundlich erwähnt.
Der heutige Steinbau entstand im 12. und 13. Jahrhundert. Sie ist damit die älteste existente Kirche im heutigen München.
Die ehemals romanische Kirche ist noch heute in ihren Grundmauern an Apsis und Turm erhalten, auch die romanischen Gliederungselemente an der Apsis sind noch deutlich sichtbar. 
Um 1500 wurde die Kirche im spätgotischen Stil modernisiert und erweitert. Im Dreißigjährigen Krieg wurde sie demoliert und zeitweise als Pferdestall benutzt. Im 17. Jahrhundert wurde die Sakristei angebaut und die Einrichtung erneuert, von der noch die Kanzel erhalten ist. 
Bis 1909 war St. Martin Filialkirche der Pfarrei Feldmoching und wurde dann Sitz einer eigenen Pfarrgemeinde. Nach der Eingemeindung Moosachs 1913 nach München wurde Anfang der 1920er Jahre die größere neue St.-Martins-Kirche am jetzigen Chemnitzer Platz errichtet.

## Ausstattung

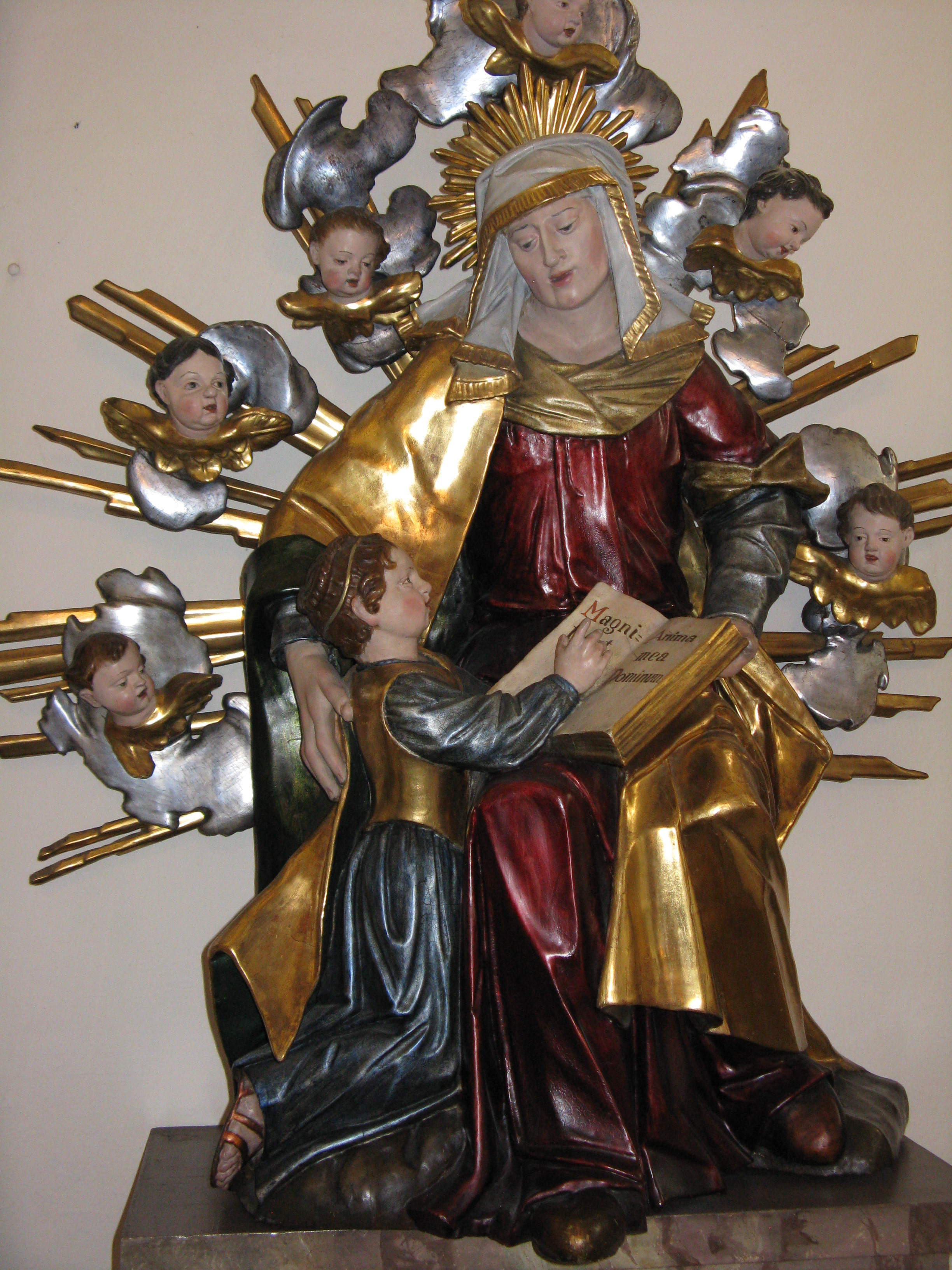
Heilige Anna mit Maria, frühbarocke Figurengruppe, Mitte des 17. Jahrhunderts

- Hauptaltar:

Ein Rokoko-Altar von Josef Anton Fröhlich um 1764/67. Dargestellt werden der heilige Martin und darüber die Dreifaltigkeit. Seitlich (links) heiliger Josef mit Lilienstab und Johannes der Täufer (rechts) mit Kreuzstab und Lamm.
- Seitenaltäre (um 1760):

Linker Seitenaltar: Altarblatt mit Schutzengelbild im Nazarenerstil von Adalbert Kromer (1867) oder von Joseph Baumann (1865–67). Links die Figur des hl. Franziskus, rechts ein weiterer heiliger Mönch. Im Auszug die Halbfigur der heiligen Helena in Wolken.
Rechter Seitenaltar: Altarblatt Erzengel Michael als Seelenwäger vom selben Maler wie auf dem linken Seitenaltar. Links die Figur des hl. Sebastian, rechts der hl. Florian, im Auszug der hl. Georg als Drachentöter. Auf der Altarmensa steht außerdem eine Kopie der Schwarzen Madonna aus dem Kloster Einsiedeln in der Schweiz. Sie entstand um 1700 und ist damit die älteste Kopie dieses Gnadenbildes in Deutschland.
- Annakapelle (links vom Hauptschiff):

Barocke Figurengruppe der heiligen Anna, vielleicht vom Münchner Bildhauer Tobias Bader geschnitzt.
- Deckenfresko im Chorraum:

Der Hauptmann von Kafarnaum bittet Jesus, seinen Knecht zu heilen (Matt. 8,5 ff), darüber Engel mit Hostie und Kelch, von Franz Leopold Hager 1763.
- Deckenfresko im Langhaus:

Gemälde von Johann Martin Heigl, 1758: St. Martin, im Bischofsornat, vor der Dreifaltigkeit bittet für die Kirchenstifter.
- Kruzifix und Schmerzensmutter im Kirchenschiff rechts, 1. Hälfte 18. Jahrhundert.
- Orgel von 1997, gebaut von Josef Maier. Sie hat folgende Disposition:[3]

| I Hauptwerk C–f3 |    |
| Prinzipal        | 8′ |
| Harmonieflöte    | 8′ |
| Gedeckt          | 8′ |
| Octave           | 4′ |
| Octave           | 2′ |
| Mixtur IV        | 2′ |

| II Positiv C–f3 |        |
| Rohrflöte       | 8′     |
| Gamba           | 8′     |
| Salicional      | 8′     |
| Traversflöte    | 4′     |
| Nasard          | 2 ⁄3′  |
| Terz            | 1 3⁄5′ |
| Oboe di Amore   | 8′     |

| Pedal C–f1  |     |
| Subbass     | 16′ |
| Gedecktbass | 8′  |
| Basson      | 8′  |

- Koppeln: I/II, I/II 16′, P/I, P/II

1. ↑  Vorabzug aus Mixtur